# Шутов, Валерий Агафангелович
Валерий Агафангелович Шутов (27 марта 1929, Ижевск — 9 мая 2013, там же) — советский и российский организатор производства, генеральный директор Ижевского радиозавода в 1978—1992 годах. Заслуженный машиностроитель Российской Федерации, Почетный гражданин Удмуртской Республики.

## Биография
Трудовую деятельность начал в 1942 году на Ижевском машиностроительном заводе.
После окончания в 1952 году Ленинградского института авиационного приборостроения был направлен на Ижевский мотозавод, где прошел школу технолога, конструктора, мастера, начальника ОТК, председателя заводского комитета профсоюза.
В 1962 году он был назначен главным инженером Ижевского радиозавода, а с 1978 по 1992 год возглавлял это предприятие.
Смог преобразовать завод в современное приборостроительное предприятие и обеспечить наравне с выпуском товаров народного потребления освоение новых прогрессивных и наукоемких технологий для изготовления радиоаппаратуры.
Внедрение производства микроэлектроники явилось событием, предопределившим дальнейшую судьбу предприятия и направление его развития.
Под руководством В. А. Шутова впервые в отрасли было освоено производство высокотехнологичных интегральных схем, микросборок на полиимидной пленке, полупроводниковых микросхем на основе поликремния и арсенида галлия, изготовление полупроводниковых электронных узлов на кремнии, а доля изделий в микроэлектронном исполнении составила 60 % от всего объёма выпускаемых изделий, Валерий Агафангелович организовал переход к разработке, производству и освоению телеметрической аппаратуры, нашедшей применение в навигационной аппаратуре, в аппаратуре для космических исследований и космической связи, медицинской технике, изделиях технического назначения.
В годы его руководства завод на 70 % обновил номенклатуру выпускаемой продукции, освоил производство 40 новых изделий.
Организатор и участник развертывания на Ижевском радиозаводе серийного производства изделий и аппаратуры в области радиоэлектронного приборостроения для ракетно-космической техники.

## Награды
Награждён орденом Октябрьской Революции, орденом Трудового Красного Знамени, двумя медалями «За трудовую доблесть», наградой Федерального космического агентства — «Знак Циолковского», ему присвоено звание «Почетный гражданин Удмуртской Республики».

## Память
В 2005 году учреждена стипендия В. А. Шутова, которая присуждается лучшим студентам приборостроительного факультета ИжГТУ им. М. Т. Калашникова, совмещающим учёбу в вузе и работу на Ижевском радиозаводе. С 2013 года имя В. А. Шутова носит радиомеханический техникум. В марте 2015 года в ИжГТУ открыта лаборатория космической навигации имени В. А. Шутова для изучения основ радиоэлектроники и радиотехники, спутниковой навигации, проектирования и моделирования радиоэлектронных устройств и комплексов.
10 мая 2015 года на территории Ижевского радиозавода открыт памятник В. А. Шутову.